# Jentinkduiker
De jentinkduiker (Cephalophus jentinki)  is een zoogdier uit de familie van de holhoornigen (Bovidae). De wetenschappelijke naam van de soort, ontleend aan de Nederlandse zoöloog F.A. Jentink, werd voor het eerst geldig gepubliceerd door Oldfield Thomas in 1892.